# Afghanisch-portugiesische Beziehungen
Die afghanisch-portugiesischen Beziehungen beschreiben das zwischenstaatliche Verhältnis von Afghanistan und Portugal. Die Länder unterhalten seit 1976 direkte diplomatische Beziehungen.
Die Beziehungen der beiden Ländern gelten traditionell als unbelastet, aber wenig intensiv. Sie werden bestimmt vom vergleichsweise geringen bilateralen Handel und der Aufnahme von geflüchteten Menschen aus Afghanistan in Portugal, zudem war portugiesisches Militär zwischen 2001 und 2014 in Afghanistan präsent. Auf zivilgesellschaftlicher Ebene ist das Engagement portugiesischer NGOS wie die Assistência Médica Internacional (AMI) und andere zu nennen, die eine Reihe Programme durchführten, bis viele nach der Machtübernahme durch die Taliban 2021 das Land wieder verließen. Auch afghanische Vereine und Institutionen in Opposition zu den Taliban unterhalten Beziehungen zur portugiesischen Zivilgesellschaft.
Im Jahr 2021 waren 598 afghanische Staatsbürger in Portugal registriert (ohne Geflüchtete), davon mit 378 die meisten im Großraum Lissabon. Im Gegenzug waren 2019 keine Portugiesen konsularisch in Afghanistan registriert (ohne Militär- und NGO-Angehörige).

## Geschichte

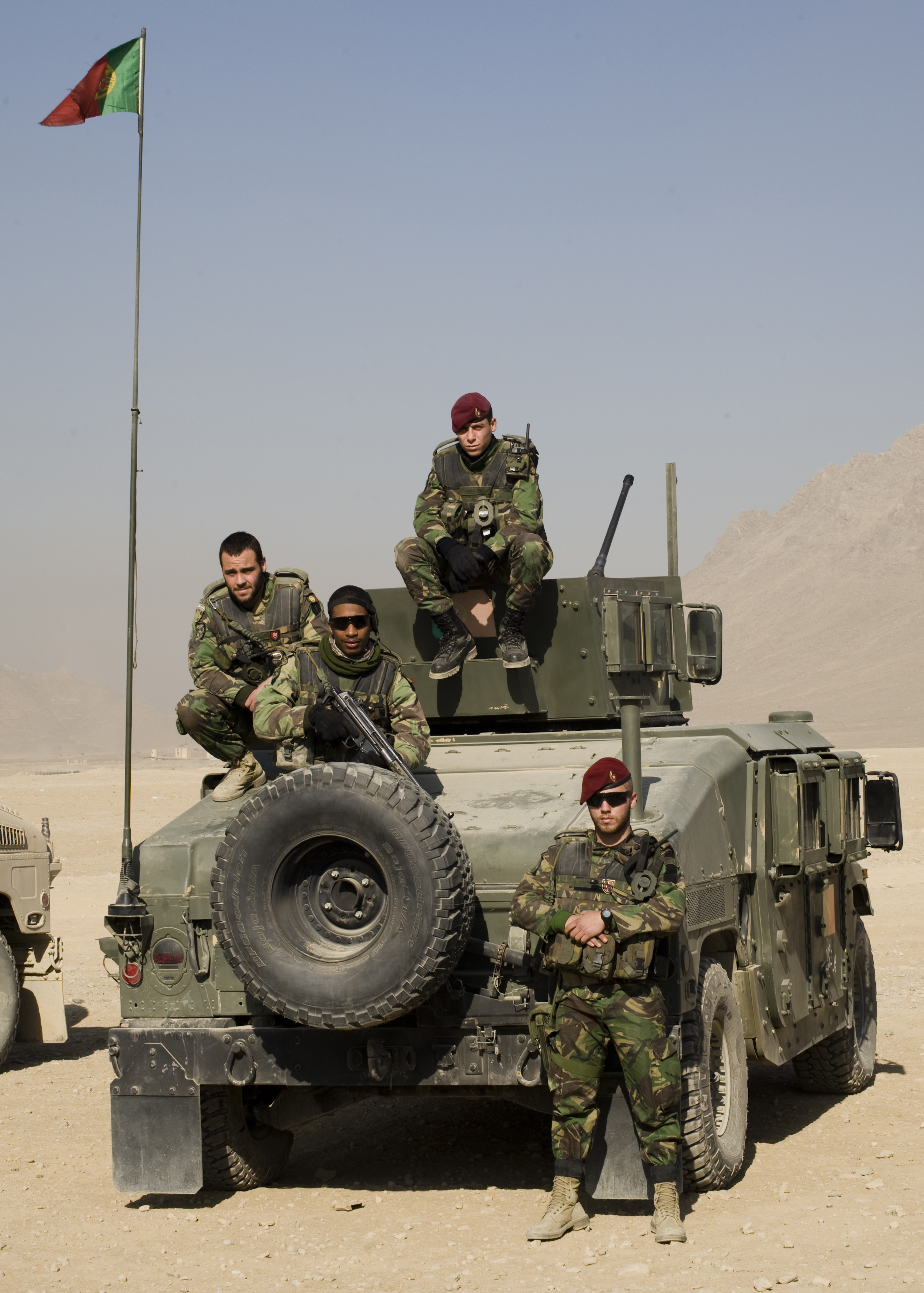
Portugiesische Streitkräfte in Afghanistan (2011)

Am 14. April 1976 nahmen die Republik Afghanistan und die Republik Portugal diplomatische Beziehungen auf, am 6. April 1978 akkreditierte sich Luis Gaspar da Silva, Portugals Botschafter in Indien, als erster Vertreter Portugals in Afghanistan. Gegenseitige Vertretungen eröffneten beide Länder danach nicht.
Die portugiesische Öffentlichkeit begleitete den Krieg der Sowjetunion in Afghanistan (1979–1989) zunächst mit überwiegender Sympathie für die afghanischen Mudschahidin, um dann die Bilder des folgenden Afghanischen Bürgerkrieg bis 2001 mit Grauen zu sehen. Die folgende westliche Intervention in Afghanistan wurde von der portugiesischen Öffentlichkeit mitunter auch kritisch gesehen, auch wenn NATO-Gründungsmitglied Portugal sich an der Operation Enduring Freedom in Afghanistan beteiligte. Auch an der ISAF und der Nachfolgemission Resolute Support war Portugal aktiv mit Truppen beteiligt. Zwischen 2002 und dem Ende des portugiesischen Einsatzes am 31. Mai 2021 waren dort insgesamt 4.500 portugiesische Soldaten aus allen drei Waffengattungen im Einsatz, vor allem in Ausbildung, Luftraumsicherung und Schutz von Hilfsorganisationen. Zwei portugiesische Soldaten kamen dabei ums Leben.
Nach der Machtübernahme der Taliban im August 2021 organisierte das Außenministerium Portugals umgehend die Rückführung seiner Soldaten, der 16 portugiesischen Zivilkräfte und ihrer afghanischen Angestellten und Angehörigen nach Portugal. Zudem verpflichtete sich Portugal, danach auch so viele gefährdete Menschen der afghanischen Zivilgesellschaft wie möglich aufzunehmen. In dem Zusammenhang kamen in mehreren Schüben Menschen aus Afghanistan nach Portugal, darunter die Fußballerinnen der Afghanischen Fußballnationalmannschaft der Frauen nebst Freunden und Angehörigen (etwa 80 Personen) und 273 Angehörige des Afghan National Institute of Music (ANIM) nebst Familien, darunter das international bekannte, nur aus Mädchen zusammengesetzte Zohra-Orchester.

## Diplomatie

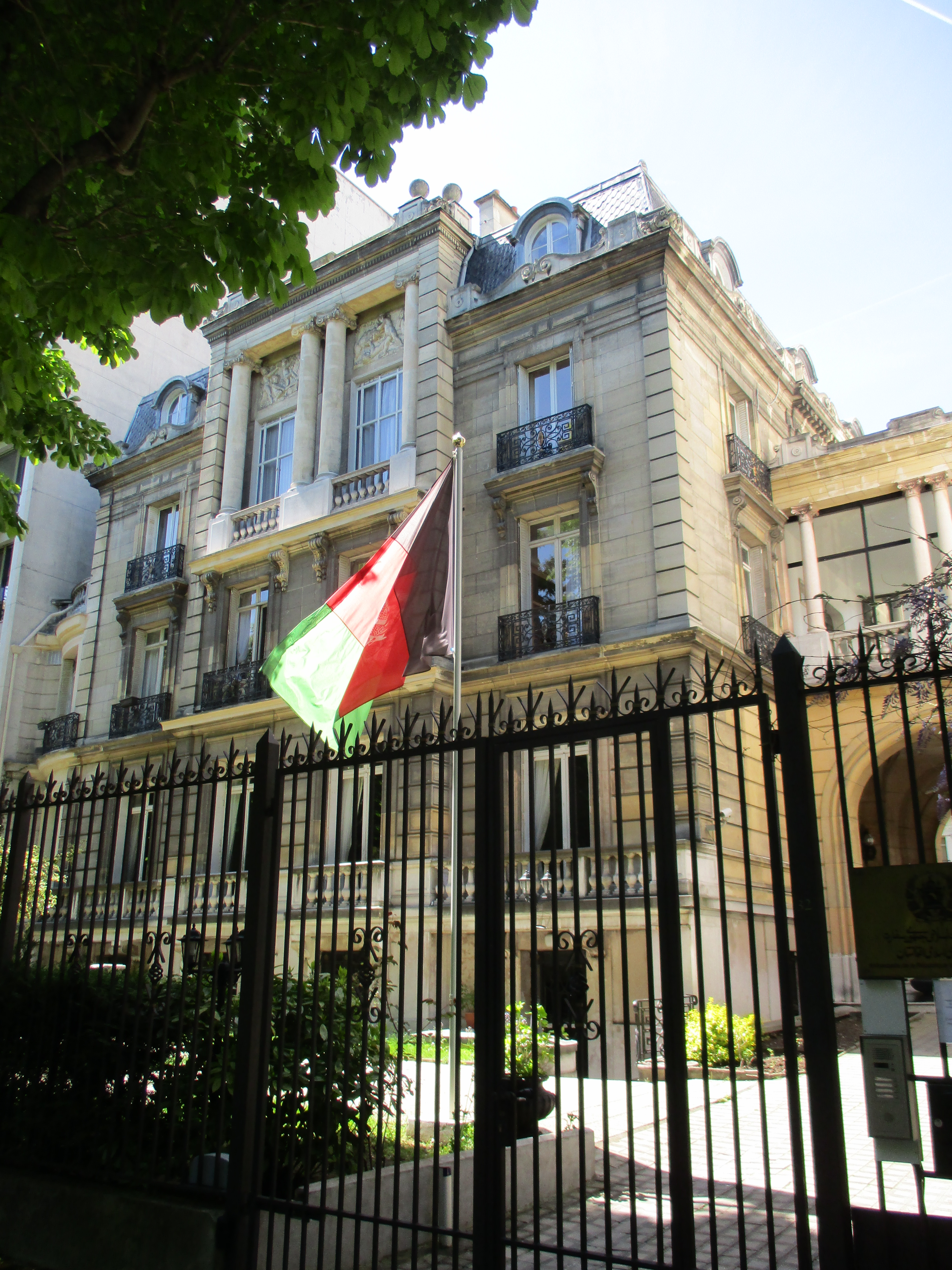
Die afghanische Botschaft in Paris. Portugal gehört zu ihrem Amtsbezirk.

Portugal unterhält keine eigene Botschaft in Afghanistan, das Land gehört zum Amtsbezirk des portugiesischen Botschafters in der pakistanischen Hauptstadt Islamabad. Portugiesische Konsulate sind in Afghanistan ebenfalls nicht eingerichtet (Stand August 2022).
Afghanistan hat ebenfalls keine Botschaft in Portugal, sondern ist dort mit seinem Vertreter in der französischen Hauptstadt Paris doppelakkreditiert. Auch afghanische Konsulate sind in Portugal nicht eingerichtet (Stand 2021).

## Kultur
Nach dem Einmarsch der Taliban in Kabul im August 2021 flüchteten zahlreiche Kulturschaffende vor drohenden Repressionen der neuen Machthaber, insbesondere Frauen. Dabei kamen in einer Aktion auch 273 Personen aus dem Umfeld des Afghan National Institute of Music (ANIM) am 13. September 2021 über Katar nach Portugal. Darunter waren auch die Mädchen des international bekannten Orchesters Zohra, die hier Ersatz für ihre zurückgelassenen Instrumente erhielten. Seither bezeugten internationale Organisationen und bekannte Musiker ihre Solidarität mit dem Orchester. So besuchte etwa der Cellist Yo-Yo Ma am 29. März 2022 das Orchester Zohra und Vertreter des Afghan National Institute of Music (ANIM) in Lissabon, darunter dessen Gründer, Ahmad Sarmast.
Am 20. August 2022 strahlte der Sender 3sat die Dokumentation Mission impossible in Kabul – rettet die Musikerinnen der schweizerischen Regisseurin Anne-Fréderique Widmann aus, die den Leidensweg des ausschließlich weiblich besetzten Orchesters Zohra aus dem Kabul der Taliban bis zu ihrer rettenden Flucht über Katar bis nach Portugal nachzeichnet.

## Wirtschaft

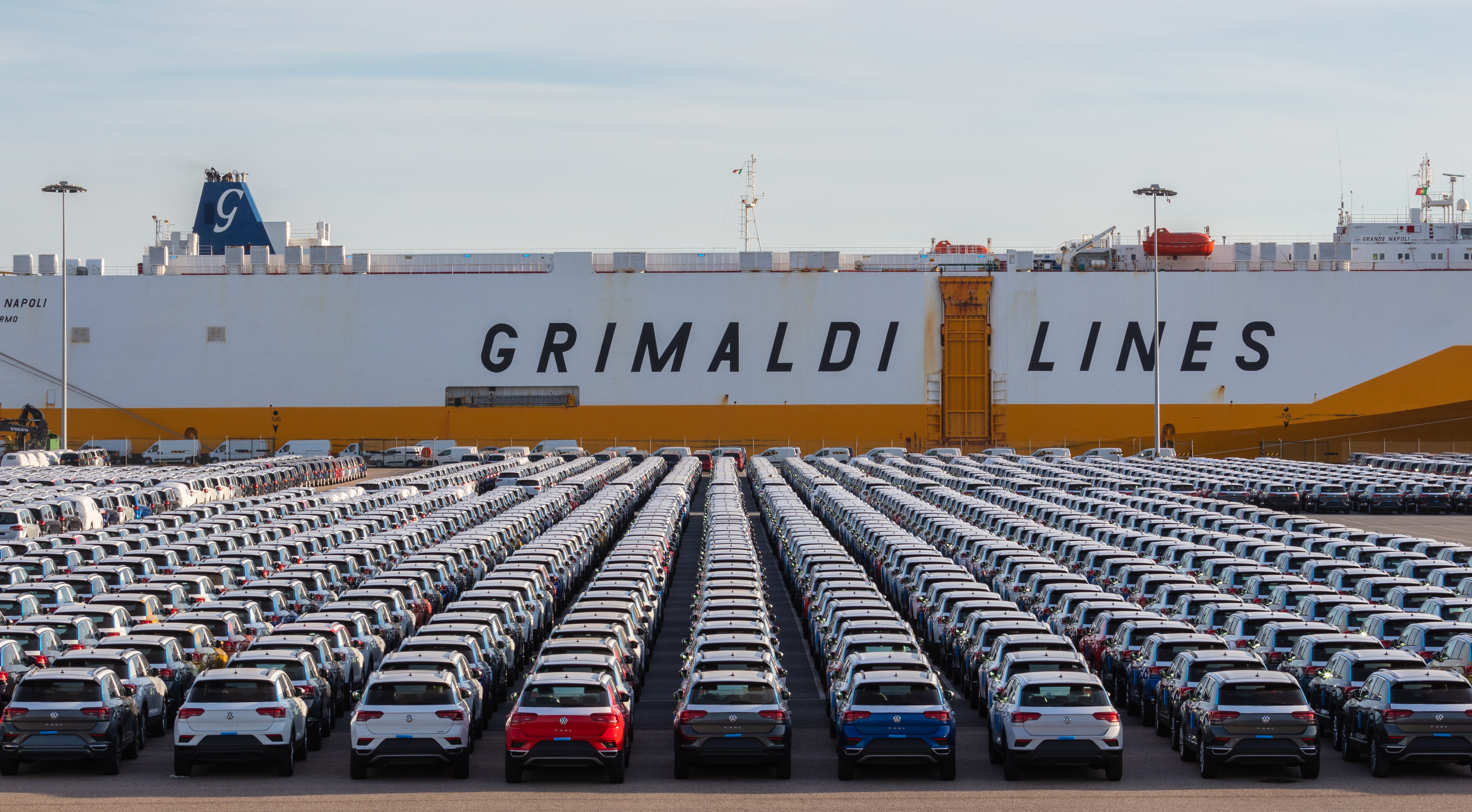
Verladung von Automobilen im Hafen von Setúbal: Fahrzeuge und Fahrzeugteile aus Portugal prägen den bilateralen Handel mit Afghanistan, von wo in kleinem Umfang Textilien als wichtigstes Ausfuhrgut Afghanistans nach Portugal kommen.

Das Handelsvolumen zwischen Afghanistan und Portugal belief sich im Jahr 2021 auf 1,333 Mio. Euro (2020: 1,302 Mio.; 2019: 0,358 Mio.; 2018: 0,132 Mio.; 2017: 1,554 Mio.; 2016: 1,095 Mio.; 2015: 0,327 Mio.; 2010: 0,107 Mio.; 2005: 0,160 Mio.; 2000: 0,653 Mio.; 1997: 0,087 Mio.), mit einem Handelsbilanzüberschuss zu Gunsten Portugals von zuletzt (2021) 1,257 Mio. Euro (2020: 1,270 Mio.;2019: 0,343 Mio.; 2018: 0,074 Mio.; 2017: 0,729 Mio.; 2016: 0,939 Mio.; 2015: 0,291 Mio.; 2010: 0,103 Mio.; 2005: 0,156 Mio.; 2000: 0,557 Mio.; 1997: 0,031 Mio.).
Dabei importierte Afghanistan Waren im Wert von 1,295 Mio. Euro aus Portugal, darunter 58,2 % Fahrzeuge und Fahrzeugteile, 28,9 % chemisch-pharmazeutische Erzeugnisse und 12,9 % Maschinen und Geräte.
Portugal führte gleichzeitig aus Afghanistan Waren im Wert von 38.000 Euro ein, zu 90,7 % Textilien.
Damit stand Afghanistan im portugiesischen Außenhandel an 163. Stelle als Abnehmer und an 173. Stelle als Lieferant.
Die portugiesische Außenhandelskammer AICEP unterhält keine Niederlassung in Afghanistan, das Land wird vom AICEP-Büro in der pakistanischen Hauptstadt Islamabad betreut.

## Sport
Fußball
Die Afghanische Fußballnationalmannschaft und die Portugiesische Nationalelf sind bisher noch nicht aufeinander getroffen, auch die afghanische und die portugiesische Frauen-Nationalelf haben bisher noch nicht gegeneinander gespielt (Stand Juli 2022).
Nach dem Einmarsch der Taliban in Kabul im August 2021 flüchteten auch die Fußballerinnen der afghanischen Jugend-Fußballnationalmannschaft der Frauen nebst Betreuern, Freunden und Angehörigen nach Portugal, wo sie in Lissabon von der ehemaligen Kapitänin der Nationalmannschaft, der in Kanada lebenden Farkhunda Muhtaj begrüßt wurden und Asyl erhielten.
Andere
Die erste offizielle afghanische Surfmeisterschaft fand 2015 im portugiesischen Ericeira statt, Afridun Amu wurde erster afghanischer Surfmeister.
Der afghanische Judoka Mohammad Tawfiq Bakhshi war Fahnenträger des afghanischen Teams bei den Olympischen Spielen 2016 in Rio de Janeiro. In der ersten Runde schied er dort gegen den Portugiesen Jorge Fonseca aus.
Das Peace & Sports Council of Afghanistan unterhält eine Vertretung in Portugal.